# Kruno Valentić
Krunoslav "Kruno" Valentić (Banja Luka, 9. veljače 1932. – Krušak, 17. ožujka 2000.) je bio hrvatski filmski i kazališni glumac.

## Životopis
Član HNK od 1957.

## Filmografija

### Filmske uloge
- "Promašaj" (2000.)
- "Maršal" kao Roko (1999.)
- "Prepoznavanje" kao Knežević (1996.)
- "Djed i baka se rastaju" kao vlasnik restorana (1996.)
- "Isprani" (1995.)
- "Muka" kao Lazar (1994.)
- "Doktorova noć" kao Štef (1990.)
- "Olujna noć" (1987.)
- "Posjet" (1986.)
- "Eter" (1985.)
- "Evo ti ga, mister Flips!" (1984.)
- "Mala pljačka vlaka" kao guslač (1984.)
- "Dvije karte za grad" kao milicionar (1984.)
- "Zadarski memento" (1984.)
- "Mala pljačka vlaka" kao Guslač (1984.)
- "Pod starim krovovima" (1984.)
- "Dundo Maroje" kao Bokčilo (1983.) - TV-kazališna predstava
- "Uzbuna" (1983.)
- "Noć poslije smrti" (1983.)
- "Prestrojavanje" (1983.)
- "Trojanski konj" kao domobran (1982.)
- "Ero s onoga svijeta" kao Šima (1982.)
- "Tamburaši" kao zarobljeni švercer (1982.)
- "Kiklop" kao laborant Mitar (1982.)
- "Hoću živjeti" kao susjed s pokvarenim traktorom (1982.)
- "Puška u cik zore" (1981.)
- "Snađi se, druže" kao Martin (1981.)
- "Kineska vaza" (1980.)
- "Prijeki sud" kao Mijo (1978.)
- "Karmine" (1978.)
- "Ili jesmo, ili nismo" kao gazda Marko (1977.)
- "Bombaški proces" kao Štefulj (1977.)
- "Domaći stranac" (1977.)
- "Mećava" kao Lukeša (1977.)
- "Pucanj" kao Mato Škorić (1977.)
- "I tako dalje" kao Željko (1977.)
- "Slučaj maturanta Wagnera" (1976.)
- "Nina-nana za Pavlicu" (1976.)
- "Izjava" kao vozač kamiona (1976.)
- "Seljačka buna 1573" kao bojnik (1975.)
- "Zec" kao desetnik domobran Hircel (1975.)
- "Nocturno" (1974.)
- "Timon" (1973.)
- "Zaista zamršen slučaj" (1973.)
- "Moji dragi susjedi" (1972.)
- "Dramolet po Ciribiliju" (1972.)
- "U gori raste zelen bor" kao Štef (1971.)
- "Balade Petrice Kerempuha" (1971.) - TV-film
- "Družba Pere Kvržice" kao šumar (1970.)
- "Moji dragi dobrotvori" kao milicajac Adam (1970.)
- "Hranjenik" kao Dugi (1970.)
- "Savršena igračka" (1970.)
- "Overnjonski senatori" (1970.)
- "Ljubav i poneka psovka" kao Jozo (1969.)
- "Slučajni život" kao TV snimatelj (1969.)
- "Gravitacija ili fantastična mladost činovnika Borisa Horvata" kao službenik u banci #4 (1968.)
- "Četvrti suputnik" (1967.)
- "Breza" kao žandar #1 (1967.)
- "Pred odlazak" (1967.)
- "Kaja, ubit ću te!" kao crnokošuljaš (1967.)
- "Mokra koža" kao Alekša (1966.)
- "Ponedjeljak ili utorak" kao vozač konjske zaprege (1966.)
- "Ključ" kao policajac (segment "Duga Ulica") (1965.)
- "Čovik od svita" kao bauštelac Lovre (1965.)
- "Nema razloga za uzbunu" (1965.)
- "Nikoletina Bursac" kao Jankelija (1964.)
- "Sumrak" (1963.)
- "Osuđenik Pickwicktona" (1963.)
- "Licem u lice" kao Raka (1963.)
- "Dvostruki obruč" kao Stipe (1963.)
- "Jedna od onih godina" (1963.)
- "Vruć je zrak" (1962.)
- "Građanin Dahlke" (1962.)
- "Svečanost" kao drugi činovnik (1961.)
- "Carevo novo ruho" kao dvorjanin #2 (1961.)
- "Čovjek od važnosti" (1961.)
- "Šest sati ujutro" (1959.)
- "Galantni fantom" (1959.)
- "Vlak bez voznog reda" kao policajac #1 (1959.)
- "H-8" kao prodavač Večernjeg Lista (1958.)
- "Ne okreći se, sine" kao policajac (1956.)
- "Opsada" kao partizan (1956.)

### Televizijske uloge
- "Naša kućica, naša slobodica" (1999.)
- "Kontesa Dora" kao Tempusov klijent (1993.)
- "Luka" kao komercijalni tip (1992.)
- "Tuđinac" kao otac (1990.)
- "Pozitivna nula" (1990.)
- "Inspektor Vinko" kao gospodin Čavlek (1984. – 1985.)
- "Rade Končar" (1983.)
- "Kiklop" kao laborant Mitar (1983.)
- "Smogovci" kao čovjek na galeriji kina (1982.)
- "Nepokoreni grad" kao gospodin Mijo (1981.)
- "Punom parom" kao predsjednik stambene komisije Jozo (1980.)
- "Prizori iz obiteljskog života" kao Tvrtko (1979.)
- "Anno domini 1573" (1979.)
- "Mačak po šljemom" kao Martin (1978.)
- "Mali buntovnik" (1976.)
- "Vrijeme ratno i poratno" (1975.)
- "Vrijeme za bajku" kao dvorjanin (1974.)
- "Prijatelji" (1974.)
- "U registraturi" (1974.)
- "Bistrooki" (1972.)
- "Kuda idu divlje svinje" kao željezničar (1971.)
- "Veliki i mali" (1970.-1973.)
- "Fiškal" (1970.)
- "Zlatni mladić" (1970.)
- "Sumorna jesen" kao lovočuvar (1969.)
- "Maratonci" (1968.)
- "Na licu mjesta" (1963.)

### Kazališne uloge
- "Dundo Maroje" kao Ugo Tudešak
- "U očekivanju Godota" kao Lucky
- "Mjera za Mjeru" kao Pjena
- "Kiklop" kao Mitar
- "Kralj Lear"